# Cavalier (1910)
Cavalier – francuski niszczyciel z okresu I wojny światowej. Jednostka typu Chasseur. Okręt wyposażony w cztery kotły parowe Normand opalane ropą. Zapas paliwa 135 t. Kotły współpracowały z trzema turbinami parowymi systemu Parsonsa. W czasie I wojny światowej operował na Morzu Śródziemnym. 17 sierpnia 1914 roku zderzył się z niszczycielem "Fantassin". Oba okręty ocalały, ale "Cavalier" po remoncie na Malcie i usunięciu uzbrojenia torpedowego służył już tylko jako okręŧ szkolny. Z listy floty został skreślony w grudniu 1927 roku.